# Santa Maria del Priorato
Santa Maria del Priorato ou Igreja de Santa Maria do Priorado, conhecida também como Santa Maria in Aventino ou Igreja de Santa Maria no Aventino, é a igreja monasterial do Priorado da Ordem Soberana dos Cavaleiros de Malta localizada no Monte Aventino (rione Ripa) em Roma, Itália, e dedicada à Virgem Maria. É a igreja nacional de Malta na cidade.

## História
A igreja original no local foi construída em 939 quando Odão de Clúnia recebeu o palácio romano de Alberico II de Espoleto, que foi convertido num mosteiro beneditino cluníaco. Quando o mosteiro foi dissolvido, no século XIV, o local foi adquirido pelos Cavaleiros de Malta, que reconstruíram a igreja na década de 1550.
Em 1760, o cardeal-sobrinho e grão-mestre dos Cavaleiros de Malta, Giambattista Rezzonico, tentou fazer alguma coisa para melhorar a aparência dos edifícios do complexo. Com um orçamento limitado, a igreja foi substancialmente restaurada entre 1764 e 1766 com base num projeto de Giovanni Battista Piranesi, que também construiu a praça em frente da igreja, chamada Piazza dei Cavaliere di Malta. A mureta que circunda a praça é articulada entre painéis intercalados por pares obeliscos com estelas posicionados entre entre eles.
A fachada da igreja conta com pares de pilastras caneladas nas bordas, dando a impressão de uma fachada de um templo. A linearidade vertical destas pilastras tem o papel de floreio para realçar os relevos decorativos da fachada, juntamente com os relevos na porta principal e os painéis e estela da praça, incluem emblemas e outras referências militares e navais aos Cavaleiros de Malta e aos símbolos da família Rezzonico. A forma como eles se apresentam revelam a fascinação de Piranesi pelo passado antigo de Roma, pois aludem a motivos da Roma Antiga e da Etrúria.
A decoração de Piranesi para o interior da igreja culmina no grupo escultural do altar-mor e o próprio Piranesi está enterrado na igreja. Entre outros sepultamentos, destaca-se o túmulo de Bartolomeo Carafa (m. 1405), de Paolo Romano.

## Galeria

Imagens da igreja
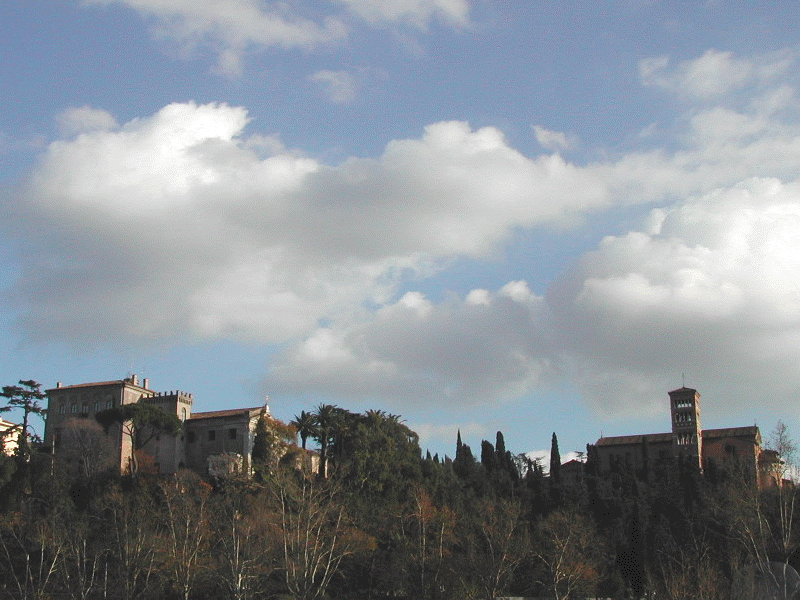
Vista do complexo, com a igreja à direita.
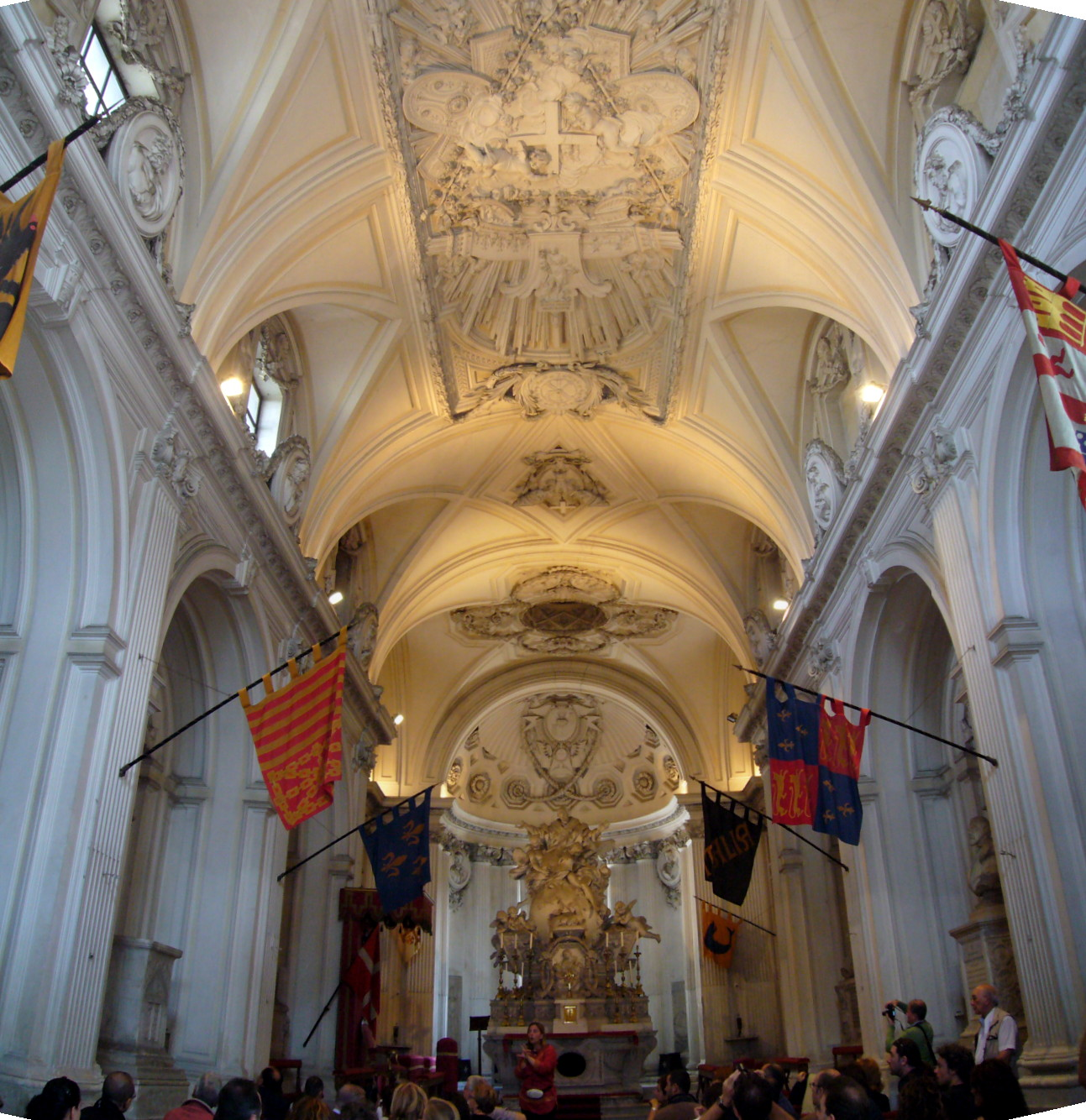
Interior.
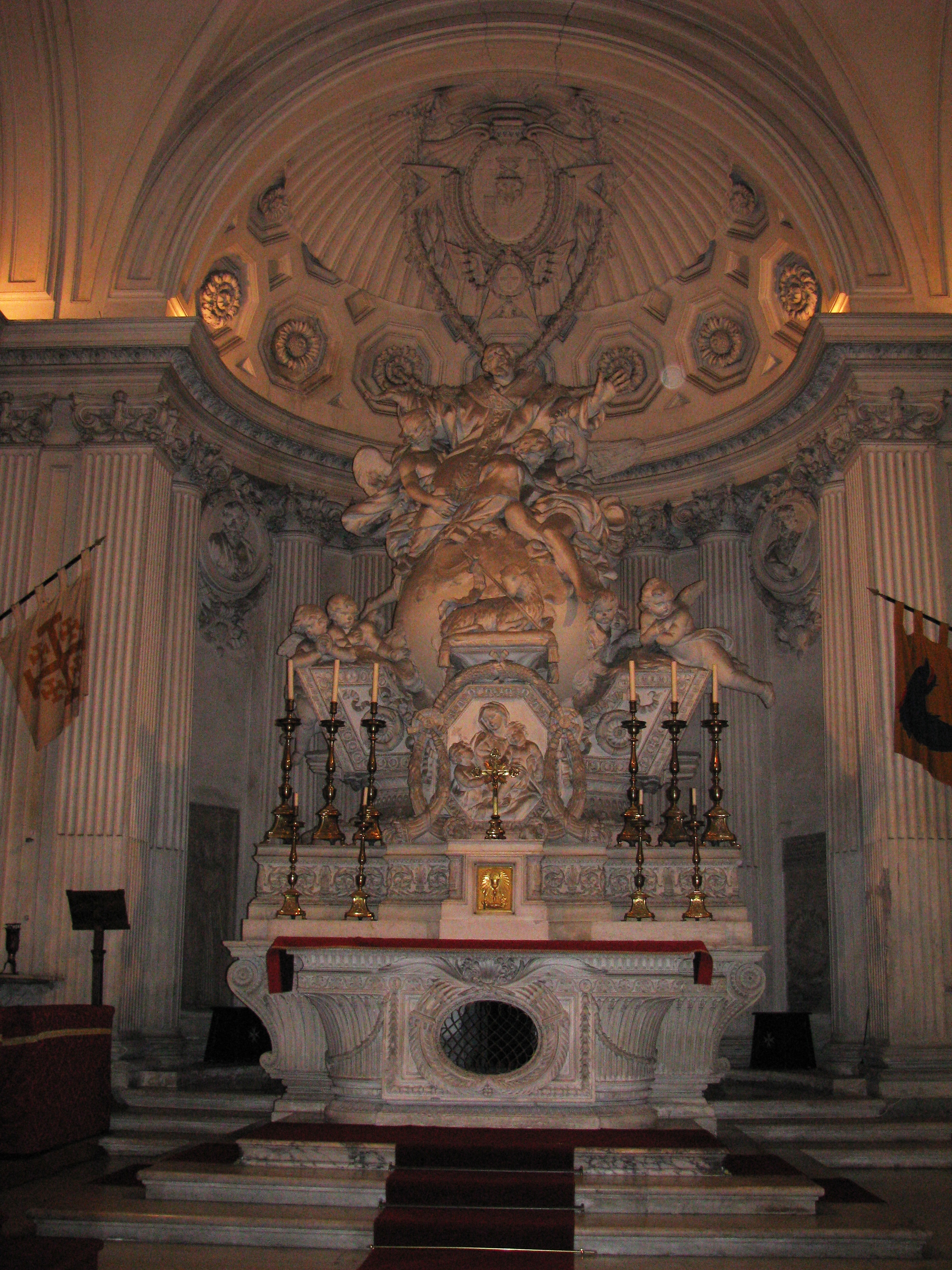
O escultural altar de Giovanni Battista Piranesi.
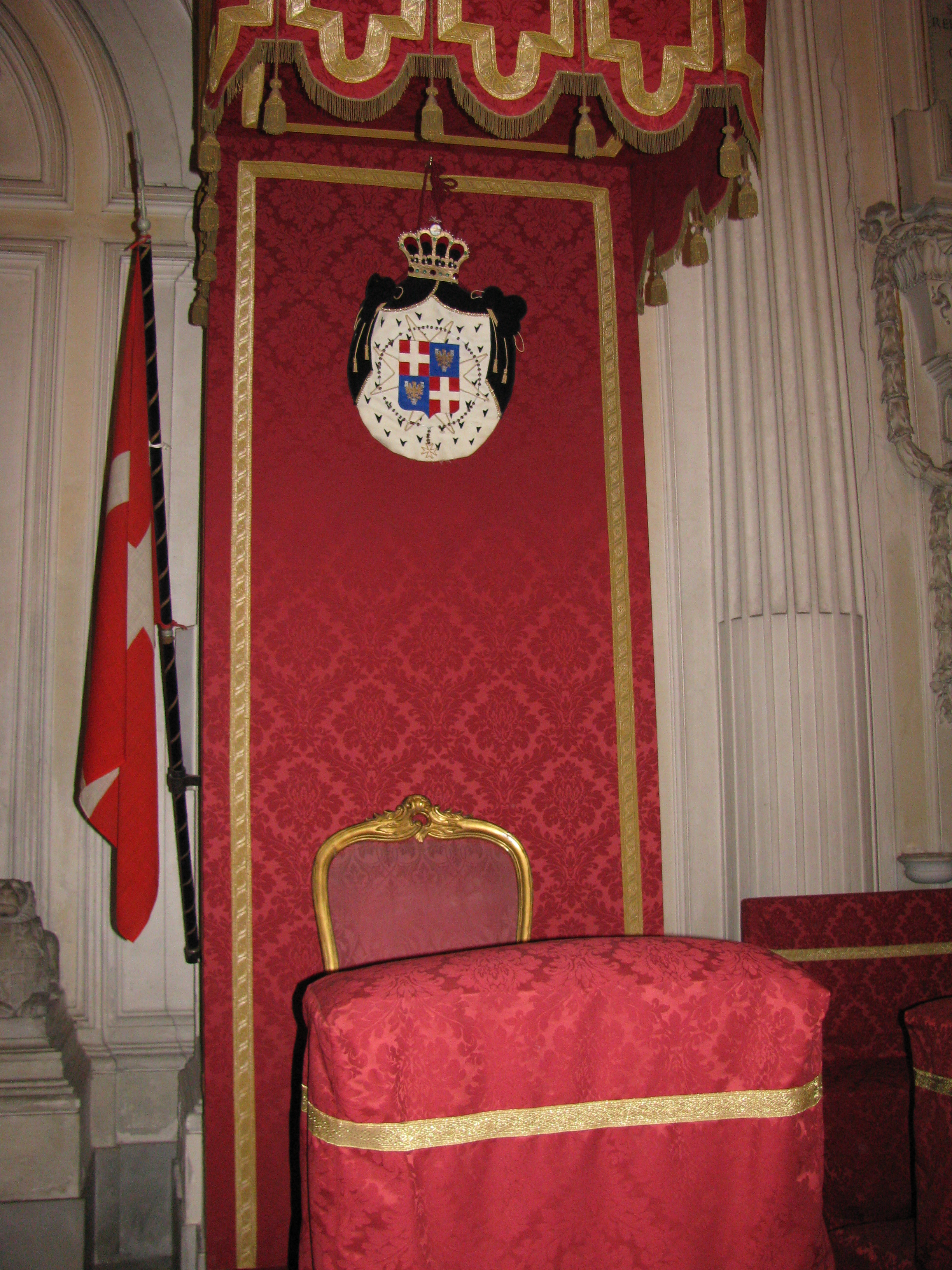
Trono do grão-mestre da ordem.